# 斯圖爾特·唐納森
斯圖爾特·唐納森（Stuart Donaldson，1991年9月5日—）是一位蘇格蘭政治人物，他的黨籍是蘇格蘭民族黨。他在畢業之後擔任蘇格蘭議會議員克里斯蒂安·阿拉德的助理。2015年，他當選西阿伯丁郡和金卡丁選區的國會議員，成為蘇格蘭民族黨8位30歲以下的國會議員之一，但於兩年後的提前大選中落敗，不能連任議員。